# Horbuliw
Horbuliw (ukrainisch Горбулів; russisch Горбулёв Gorbuljow) ist ein Dorf in der ukrainischen Oblast Schytomyr mit etwa 500 Einwohnern (2024).
Die 1584 erstmals erwähnte Ortschaft liegt im Rajon Schytomyr. Das ehemalige Rajonzentrum Tschernjachiw liegt 25 km südwestlich und das Oblastzentrum Schytomyr 48 km südwestlich vom Dorf.
Am 12. Juni 2020 wurde das Dorf ein Teil der neugegründeten Siedlungsgemeinde Tschernjachiw, bis dahin bildete es zusammen mit dem Dorf Naumenka (Науменка) die gleichnamige Landratsgemeinde Horbuliw (Горбулівська сільська рада/Horbuliwska silska rada) im Nordosten des Rajons Tschernjachiw.
Am 17. Juli 2020 kam es im Zuge einer großen Rajonsreform zum Anschluss des Rajonsgebietes an den Rajon Schytomyr.

## Persönlichkeiten
- Wolodymyr Martynenko (1923–1988), ukrainisch-sowjetischer Diplomat und Politiker